# Damien Nazon
Damien Nazon (Épinal, 26 giugno 1974) è un ex ciclista su strada francese, professionista dal 1996 al 2005. Era un velocista. È il fratello maggiore di Jean-Patrick Nazon.

## Palmarès
- 1994 (Dilettante, una vittoria)

1ª tappa Circuit de la Sarthe
- 1995 (Dilettante, quattro vittorie)

6ª tappa Corsa della Pace
8ª tappa Corsa della Pace
9ª tappa Corsa della Pace
Paris-Roubaix Espoirs
- 1997 (Française des Jeux, tre vittorie)

4ª tappa Circuit des Mines
6ª tappa Circuit des Mines
6ª tappa Tour de l'Avenir
- 1998 (Française des Jeux, quattro vittorie)

1ª tappa Circuit des Mines
2ª tappa Circuit des Mines
4ª tappa Grand Prix du Midi Libre
2ª tappa Critérium du Dauphiné libéré
- 1999 (Française des Jeux, cinque vittorie)

2ª tappa Tour de Normandie
7ª tappa Tour de Normandie
3ª tappa Circuit de la Sarthe
5ª tappa Circuit de la Sarthe
5ª tappa Tour de l'Avenir
- 2000 (Bonjour, quattro vittorie)

3ª tappa Tour de Langkawi
1ª tappa Grand Prix du Midi Libre
Grand Prix de Villers-Cotterêts
1ª tappa Tour du Poitou-Charentes
- 2001 (Bonjour, due vittorie)

3ª tappa Étoile de Bessèges
4ª tappa Étoile de Bessèges
- 2002 (Bonjour, cinque vittorie)

2ª tappa Tour of Qatar
2ª tappa Giro del Belgio
1ª tappa Route du Sud
1ª tappaTour de l'Ain
3ª tappa Tour du Poitou-Charentes
- 2003 (Brioches La Boulangère, quattro vittorie)

2ª tappa Tour of Qatar
Grand Prix de Lillers
1ª tappa Critérium International
6ª tappa Quatre jours de Dunkerque
- 2005 (Crédit Agricole, due vittorie)

3ª tappa Circuit de la Sarthe
4ª tappa Tour de Picardie

### Altri successi
- 2000

Prix Xavier Louarn
- 2003

Ronde d'Aix-en-Provence

## Piazzamenti

### Grandi Giri
- Tour de France

1997: fuori tempo (9ª tappa)
1998: 96º
1999: fuori tempo (15ª tappa)
2000: 127º
2001: 109º
2002: 151º
2003: 129º

### Classiche monumento
- Parigi-Roubaix

2001: 43º
2003: 13º